# 尹熙錫
尹熙錫（韓語：윤희석，1975年2月19日—），韓國男演員。

## 演出作品

### 電視劇
- 2006年：MBC《90天，相愛的時間》飾演 金泰勳
- 2007年：KBS《壞愛情》
- 2008年：SBS《我的甜美都市》
- 2008年：KBS《我被你迷住了》飾演 姜宇振
- 2008年：KBS《明知會後悔仍去做的事》
- 2009年：KBS《傳說的故鄉》
- 2010年：KBS《九尾狐：狐狸小妹傳》飾演 縣官大人
- 2010年：KBS《Jungle Fish 2》飾演 鄭仁友
- 2011年：KBS《童顏美女》飾演 盧容俊
- 2011年：MBC《一閃一閃亮晶晶》飾演 南成宇
- 2012年：MBC《擁抱太陽的月亮》飾演 洪奎泰
- 2012年：KBS《Dream High 2》飾演 申在仁
- 2012年：MBC《天使的選擇》飾演 朴尚浩
- 2012年：MBC《馬醫》飾演 恩瑞的哥哥
- 2013年：MBC《Two Weeks》飾演 都尚勳
- 2013年：MBC《閃耀的羅曼史》飾演 邊泰植
- 2014年：KBS《朝鮮槍手》飾演 金玉均
- 2015年：SBS《華麗的鄰居》飾演 徐奉國
- 2015年：KBS《拜託了，媽媽》飾演 宋俊英
- 2016年：Naver tvcast《Tomorrow Boy》
- 2016年：Naver tvcast《獨居生活》
- 2017年：KBS《推理的女王》飾演 金胡哲
- 2017年：SBS《愛情的溫度》飾演 閔丹尼爾教授
- 2019年：TVN《很便宜，千里馬超市》飾演 高美珠的爸爸
- 2020年：Channel A《Touch》飾演 楊世俊
- 2021年：TV朝鮮《Uncle》飾演 閔慶修
- 2023年：ENA《纸之月》饰演 济国

### 電影
- 2006年：《非常特別的客人》
- 2007年：《古老的庭院》
- 2008年：《熱情似火》
- 2009年：《婚宴之後》
- 2010年：《義兄弟》
- 2010年：《再靠近一點》
- 2010年：《二樓的惡人》
- 2010年：《黑色咖啡館》
- 2011年：《可疑的鄰居們》
- 2011年：《冠軍》

## 獎項
- 2008年：KBS男子特輯文學館獎

## 外部連結
- NAVER （页面存档备份，存于）